# Zameczkowo
Zameczkowo (lit. Zamečkavas) – wieś na Litwie, w okręgu wileńskim, w rejonie wileńskim, w gminie Bezdany. Graniczy z Wilnem.

## Historia
W dwudziestoleciu międzywojennym dwa zaścianki leżące w Polsce, w województwie wileńskim, w powiecie wileńsko-trockim, w gminie Niemenczyn. W 1931 miejscowość liczyła:
- Zameczkowo I – 6 mieszkańców, zamieszkałych w 1 budynku,
- Zameczkowo II – 7 mieszkańców, zamieszkałych w 1 budynku[1].

Po II wojnie światowej w granicach Związku Sowieckiego. Od 1991 na niepodległej Litwie.